# Delta do Macacu
O Delta do Macacu fica localizado na cidade de Itaboraí, no Distrito de Porto das Caixas à 37 km do Rio de Janeiro. Dominando uma ampla planície de maré, com extensos lodaçais surge o Rio Macacu, o maior rio, em extensão e superfície de bacia, que deságua na Baía de Guanabara. O Rio Macacu que tem uma foz com a largura de 450 metros nasce na Serra da Boa Vista (Serra dos Órgãos), perto de Nova Friburgo, a 1.100 metros de altitude. Nessas condições geológicas e climáticas extremas o Rio Macacu se faz de águas rápidas, corredeiras e cachoeiras no Meio da Serra, Boca do Mato e Valério. No Centro de Cachoeiras de Macacu, podemos observar a transição para um fluides mas lenta e de águas calmas, em razão das mudanças geológicas, climáticas e inicio da Baixada Litorânea. O mesmo drena uma bacia de 750 km² e possui um curso de 74 km até a Baía de Guanabara. Recebe como afluentes entre outros os rios Casseribu, Aldeia, Covas e Batatal. No Rio Macacu e em seu afluente principal o Caceribu existiam lagoas de meandros abandonados, que se confundiam com as planícies de inundação do rio.
O Rio Macacu descrevia amplos meandros de maré até as proximidades de Porto das Caixas-Sambaetiba, e partir daí serpenteava com meandros cada vez menores, desenvolvidos sobre sedimentos mais antigos, até as proximidades de Cachoeiras de Macacu, a partir de onde tinham lugar corredeiras e cachoeiras. O último grande rio desta sequência é o Guaxindiba, que nasce na Serra de Taipú, possui uma bacia de 200 km² e um percurso de 13 km, formava um amplo estuário, com largura superior a 300 metros.
Há deposição de sedimentos finos que possibilitam a tomada das margens por vegetação de manguezal. A partir desses rios, os manguezais são cortados por canais que se entrecruzam, formando uma rede de irrigação. Esses rios são oriundos do alto das serras que compõe a Bacia da Baía de Guanabara, sendo os principais elos de ligação das regiões de baixada com as demais áreas do mosaico.

## Topônimo
O nome do Rio Macacu corresponde ao de uma Palmeira denominada Palmeira Macacu, muito semelhante ao Pau-Brasil e que era abundante na Região durante a era Colonial, mas que atualmente encontra-se extinta. Outra versão para a origem do nome aponta-lhe uma origem Tupi, através da junção dos termos paka ("paca"), ka'a ("mata") e 'y ("água"), significando, portanto, "Água de Mata de Paca".

## Desvio de curso do rio Macacu
O Macacu, teve seu curso desviado em 1947, por meio do Canal do Imunana, para a Bacia do Guapimirim. O canal é formado pela união das águas do Guapiaçu com as do Macacu. O objetivo da obra era formar uma barragem, que abastece Niterói e São Gonçalo. Pelo antigo leito do Macacu, correm hoje as águas do Caceribu. As águas do Alto Macacu-Guapiaçu deságuam na baía com o nome de Guapi.
Estes rios, assim como vários outros, cortam a Área de Proteção Ambiental (APA) de Guapimirim. Até meados do Século XIX, o Macacu era navegável por quase 35 quilômetros, quando embarcações a vela ou impelidas por vara subiam seu curso até a localidade de Porto das Caixas, em Itaboraí, onde, primeiramente, era embarcado açúcar, em caixas de 30 quilos (daí o nome do lugar) e, mais tarde, toda a grande produção de café da área de Cantagalo. A Estrada de Ferro Leopoldina (EFL) substituiu o rio como via de transporte. No entanto, até 1850, o Macacu foi uma importantíssima via de escoamento de mercadorias. Em 1780, 14 barcos transportavam o açúcar proveniente de 80 engenhos de Freguesias próximas. No entanto, em 1874 a Estrada de Ferro Carril Niteroiense passou a ligar Niterói (então Capital da Província) a Nova Friburgo e Cantagalo, o que acarretou a decadência do entreposto de Porto das Caixas e da própria Vila de São João de Itaboraí.

## Cidades do Delta Macacu
Cidades que são influenciadas na Região do Delta do Macacu.
- Cachoeiras de Macacu
- Itaboraí
- São Gonçalo
- Niterói
- Magé
- Guapimirim
- Tanguá
- Rio Bonito

## Alterações toponímicas municipais
1º) Santo Antônio de Sá para Sant'Anna de Macacu, teve sua denominação alterada, por força da Lei Provincial nº 1379, de 06 de novembro de 1868.
2º) Sant'Anna de Macacu para Sant'Anna de Japuíba, teve sua denominação alterada, por força da Lei Estadual nº 391, de 10 de dezembro de 1898.
3º) Sant'Anna de Japuíba para Cachoeiras, por força do Decreto-Lei Estadual nº 392-A, de 31-03-1938.
4º) Cachoeiras para Cachoeiras de Macacu, teve sua denominação alterada, por força do Decreto-Lei Estadual nº 1056, de 31 de dezembro de 1943. Permanecendo assim até os dias atuais.